# Sprite (遊戲品牌)

sprite 的標誌

fairys 的標誌

sprite是日本成人遊戲品牌，fairys是全年齡美少女遊戲品牌，互為姊妹社。

## 沿革
sprite是從同屬於同一家公司的品牌Selen所分拆出來的。雖然同屬於一家公司，但是作品的方向性及製作團隊的路線皆和Selen不同。
之後，在sprite裡負責製作全年齡美少女遊戲的部門，從sprite裡分拆出來，成立品牌fairys。fairys原本也是的品牌，2012年3月以為名獨自成立為一家公司，分社化經營。
2018年5月25日，将旗下作品的权利转移给股份公司，fairys品牌宣告解散。
2018年6月26日，sprite宣布停止活动，未来sprite将不会推出新作，原因是“市场规模每年缩小15%，资金流运作困难”，而旗下作品《蒼之彼方的四重奏》的Perfect Edition/4th Anniversary Box版按原定计划依旧在11月发售，《苍之彼方四重奏》的iOS/Android移植版也预定于8月发布，但是其Fandisc《苍之彼方四重奏EXTRA2/ZWEI》则停止制作。官网商店也预定于次年春天关闭，重开活动时间未定。
2019年3月25日，sprite/fairys公式的Twitter账户宣布结束活动并解散sprite。
2019年11月27日晚上，sprite在官網宣布重新復活，並將以sprite的原成員為核心重組成新的工作室「S-WORKS」。

## 作品

### sprite
- 2010年10月29日，PC遊戲《戀愛與選舉與巧克力》[9]
- 2014年11月28日，PC遊戲《蒼之彼方的四重奏》[10]
- 2017年6月30日，PC遊戲《蒼之彼方的四重奏EXTRA1》[11]
- 2022年5月27日，PC遊戲《蒼之彼方的四重奏EXTRA2》[12]
- 2024年8月29日，PC遊戲《Everlasting Flowers》[13]

### fairys
- 2012年12月14日，PC遊戲《現在就想告訴哥哥，我是妹妹！》[14]

### sprite/fairys
- 2012年7月5日播映，電視動畫《戀愛與選舉與巧克力》[15]
- 2012年9月27日，PSP遊戲《戀愛與選舉與巧克力PORTABLE》[15]

## 主要人物
- サカモトアキラ,製作人。
- 堅木功,劇作家。
- 吉川（日语：吉川）,公關。
- 春夏冬ゆう，原畫家。於2013年3月31日在其個人Twitter上發布離開sprite/fairys的消息，隨後離開。[16]

## 網路電台

### 緒方恵美和妖精之國（）
- 2013年3月8日至2014年12月26日由緒方惠美主持，在HiBiKi Radio Station（日语：HiBiKi Radio Station）隔週的星期五所播出的網路廣播節目。[17]

## 外部連結
- sprite/S-WORKS（页面存档备份，存于） （日語）
- sprite公式 / 公式note的X（前Twitter）（日語）
- sprite（页面存档备份，存于） - YouTube（日語）